# Trzęsienie ziemi w Palestynie (1927)
Trzęsienie ziemi w Palestynie (1927) – trzęsienie ziemi, jakie dotknęło region Palestyny w dniu 11 lipca 1927 roku, zabijając około pół tysiąca osób i raniąc ponad siedemset. Było ostatnim tak niszczycielskim trzęsieniem ziemi w tej części systemu Wielkiej Doliny Ryftowej, biegnącej tu doliną rzeki Jordan. Duże zniszczenia zanotowano także w Transjordanii.

## Zdarzenie

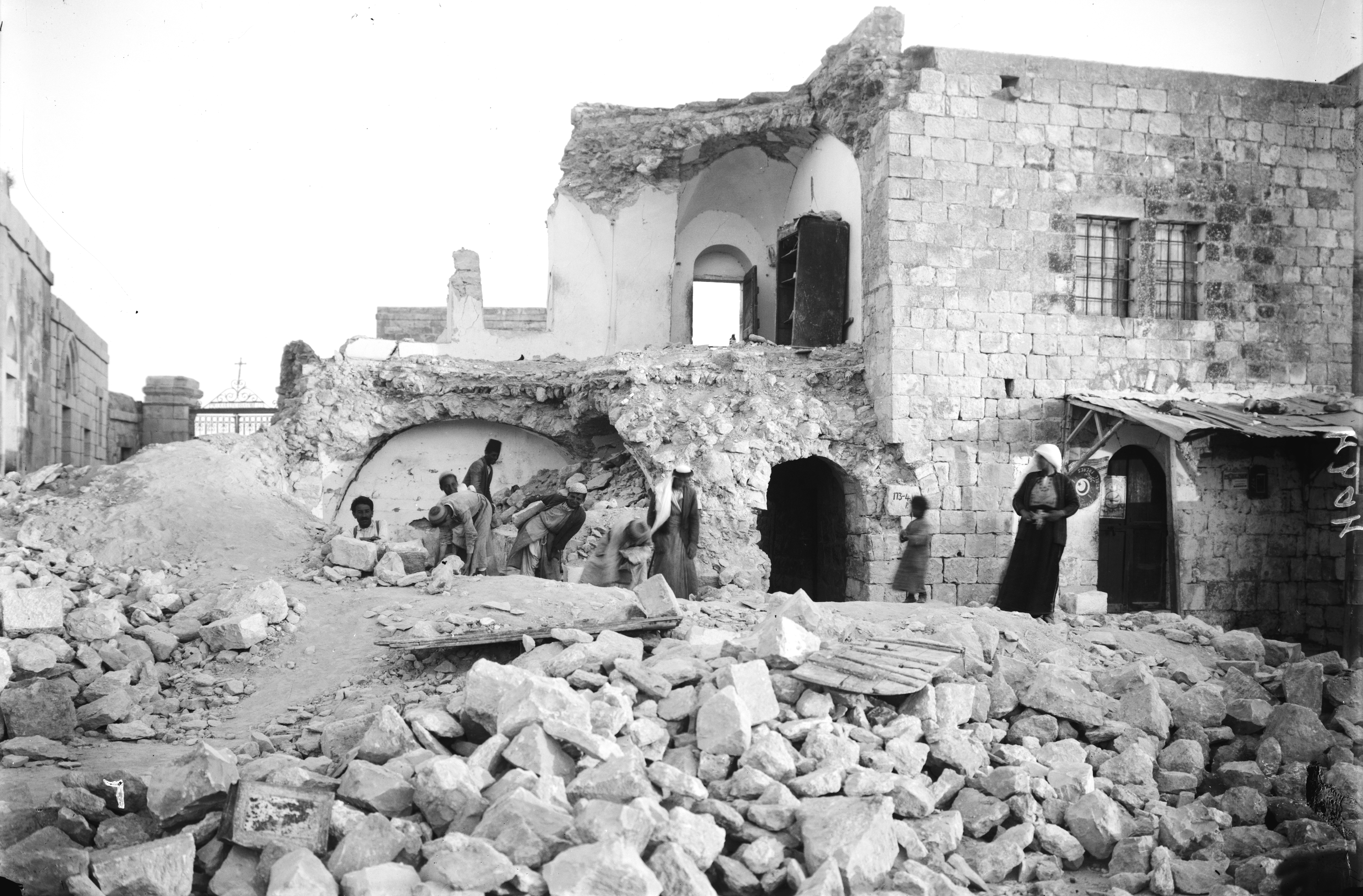
Zniszczony dom na Górze Oliwnej

Wstrząs oceniany na 6,3 magnitudy (w części źródeł można spotkać się z wartością: 6,25), z epicentrum w okolicach miejscowości Damidżana dzisiejszej granicy Izraela i Jordanii uderzył cztery minuty po godzinie trzeciej po południu i został odczuty na całym Bliskim Wschodzie (czas zarejestrowany przez służbę meteorologiczną w Jerychu podaje godzinę wstrząsu na 15:08 przy okresie trwania wibracji określonym na piętnaście sekund).
Trzęsienia nie poprzedziły żadne inne oznaki aktywności sejsmicznej.
Było to największe zdarzenie sejsmiczne w tym regionie świata od dziewięćdziesięciu lat i najsilniejsze w XX wieku.
W strefie najbardziej intensywnych wibracji (X stopień w skali Mercallego-Cancaniego-Sieberga) znalazło się m.in. miasto Nablus i miejscowość Er-Reina koło Nazaretu. Pas nizin nadbrzeżnych oraz region Negewu, Liban i wschodnia część Transjordanii odczuły drgania o intensywności ocenianej na VI-VIII stopień w skali MSC.
W ogólnym ujęciu wstrząsy mogące powodować zniszczenia zarejestrowano w całej Judei i Dolinie Jordanu. Fale sejsmiczne spowodowały powstanie sejsz na wodach północnego basenu Morza Martwego, a także zjawisko przypominające lub rzeczywiście będące lokalną falą tsunami (z relacji świadków wynika, że tuż po trzęsieniu, w centrum północnego basenu powstała fala, która po uderzeniu w północne wybrzeża jeziora liczyła około metra wysokości).

## Skutki
Bezpośrednio w regionie epicentrum doszło do licznych pęknięć i przesunięć warstw skalnych w podłożu, a także osuwisk skalnych. Jedno z nich - blisko osady Jisr ed-Damidża - na 21,5 godziny zablokowało nurt rzeki Jordan. W czterech miejscach zablokowana została osuwiskami skalnymi droga prowadząca z Jerozolimy do Jerycha. Runął również most Allenby’ego na samej rzece - szesnaście kilometrów na wschód od Jerycha.
Najbliżej epicentrum trzęsienia znajdowało się miasto Nablus. Runęło tam około trzystu domostw, pod gruzami których zginęło 69 osób; około stu ludzi odniosło obrażenia.
Dokładna liczba ofiar zdaje się być nieustalona. W zależności od źródeł pojawiają się informacje o 250 lub 268 ofiarach śmiertelnych na obszarze samej Palestyny.